# Estación San Sebastián (Guatemala)
La Estación San Sebastián, es una estación del servicio de Transmetro que opera en la Ciudad de Guatemala.
Está ubicada sobre la 3a. Calle de la Zona 1 frente a la iglesia del mismo nombre así mismo del laboratorio de la Facultad de Ciencias Químicas y Farmacéuticas de la Universidad de San Carlos de Guatemala y a una cuadra de la Casa Presidencial.
- Datos: Q21002826